# Interaction (Perelman-Guy-López-Album)
Interaction ist ein Musikalbum von Ivo Perelman, Barry Guy und Ramón López. Die 2017 in Paris entstandenen Aufnahmen erschienen am 28. Januar 2024 auf dem Label Ibeji, als Download auf der Plattform Bandcamp.

## Hintergrund
Da der Saxophonist Ivo Perelman in verschiedenen Städten auf der ganzen Welt gelebt hat und derzeit zwischen Fortaleza in Brasilien und New York City pendelt, ist er mit vielen Kulturen in Berührung gekommen, notierte Hrayr Attarian. Deren Einflüsse sind in seinen verschiedenen Werken zu hören. Bereits die Veröffentlichungen aus dem Jahr 2024, jeweils mit zwei bzw. drei verschiedenen Sidemen, heben einige dieser Inspirationen in Perelmans kreativem Prozess hervor. Neben dem Album Truth Seeker (mit Mark Helias und Tom Rainey) und Embracing the Unknown (mit Chad Fowler, Reggie Workman, Andrew Cyrille) legte er das bereits 2017 entstandene Interaction vor, eingespielt in einem Pariser Studio mit dem Bassisten Barry Guy und dem Schlagzeuger Ramón López. Die die über zwei Stunden währende Session ist in zwei Teile mit jeweils mehreren Segmenten unterteilt.

## Titelliste
- Ivo Perelman, Barry Guy und Ramón López: Interaction (Ibeji)[1]

1. Part 1 - Track 1 5:38
2. Part 1 - Track 2 7:00
3. Part 1 - Track 3 9:29
4. Part 1 - Track 4 8:18
5. Part 1 - Track 5 8:37
6. Part 1 - Track 6 10:15
7. Part 1 - Track 7 5:08
8. Part 1 - Track 8 6:05
9. Part 1 - Track 9 1:37
10. Part 1 - Track 10 5:36
11. Part 1 - Track 11 6:09
12. Part 2 - Track 1 7:32
13. Part 2 - Track 2 4:20
14. Part 2 - Track 3 2:45
15. Part 2 - Track 4 6:16
16. Part 2 - Track 5 6:16
17. Part 2 - Track 6 9:15
18. Part 2 - Track 7 4:21
19. Part 2 - Track 8 7:16
20. Part 2 - Track 9 7:17

Die Kompositionen stammen von Ivo Perelman, Barry Guy und Ramón López.

## Rezeption

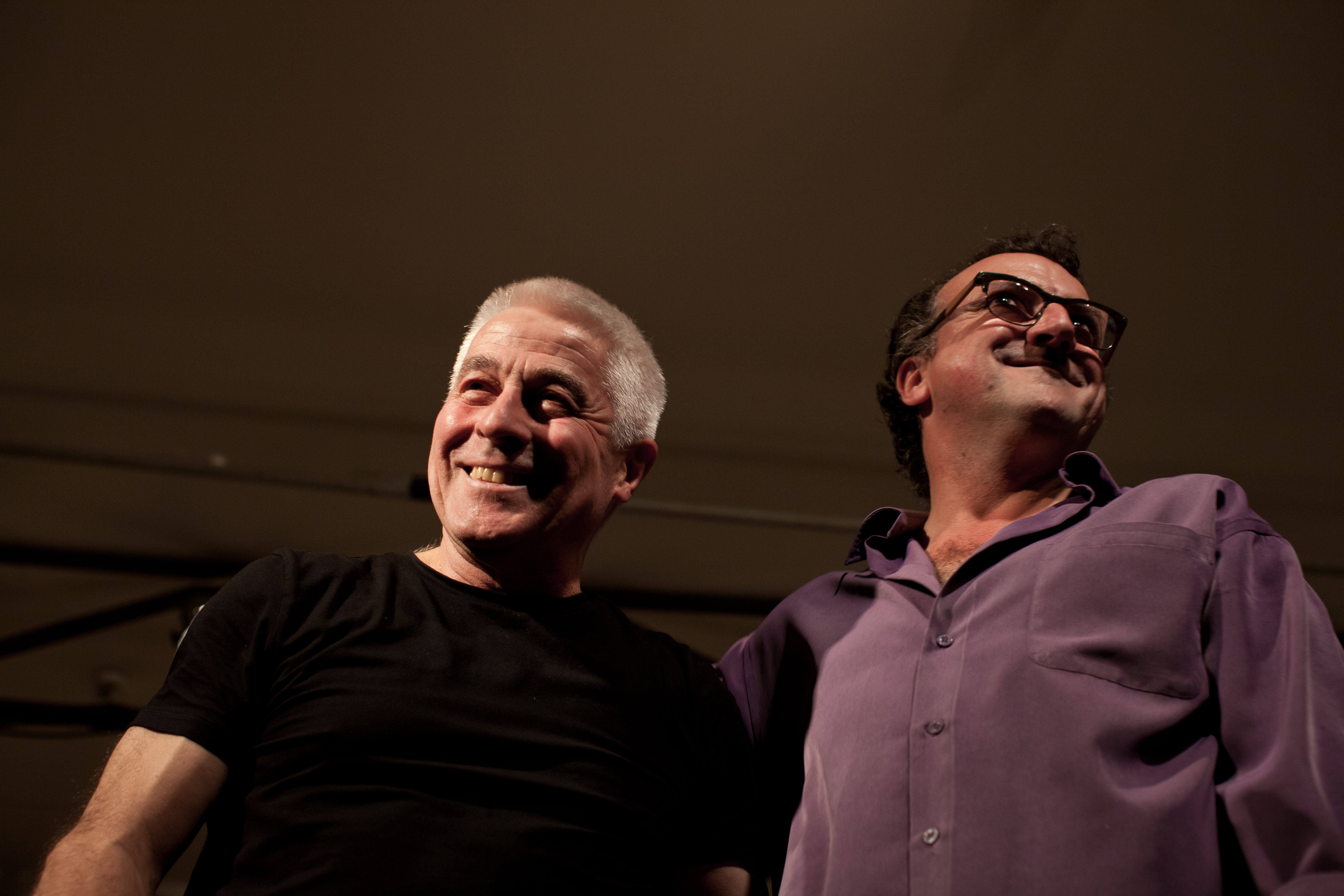
Barry Guy und Rámon López mit dem Aurora Trio in Moskau (2013)

Nach den Maßstäben vergangener Zeiten sei Perelman äußerst produktiv; er werde aber auch stark von den kreativen Beziehungen geprägt, die er im Laufe der Jahre aufgebaut hat, und hier insbesondere von der Partnerschaft mit Barry Guy und Ramón López, schrieb Brian Morton in den Liner Notes des Albums. Aber um Perelmans Arbeit zu beurteilen oder sie auch nur ohne jegliche kritische Absicht zu würdigen, müsse man jede herkömmliche Vorstellung von „Produktivität“ beiseite legen. Die Musik Ivo Perelmans ähnle nun einer riesigen mehrstufigen Oper mit funktionaleren Rezitativpassagen, großartigen Übergangsmusiken und außergewöhnlich schönen Arien. Es wäre überflüssig und angesichts des bisher Gesagten inkonsistent, einzelne Titel des hier zu hörenden Werkes herauszugreifen. Es sei Teil einer sich entfaltenden Erzählung und, was noch aufregender sei, ein Zusammenfluss von drei fortlaufenden Musikstücken, von denen jeder Teil eine fraktale Beziehung zum Ganzen habe. 
Nach Ansicht von Hrayr Attarian, der das Album in All About Jazz rezensierte, hat die völlig improvisierte Sitzung eine eindeutig europäische Ästhetik. Die Aufführung würde voller Introspektion, Subtilität und Eleganz dahinfließen. In „Part 1-Track 1“ beispielsweise erkunde Perelman die oberen Lagen seines Instruments, während Guy und Lopez die melodischen Grübeleien des Saxophonisten mit spärlichen Rhythmen umrahmen. Guy verwende erfrischend ungewöhnliche Linien, die ebenso einzigartig sind wie seine Virtuosität. Lopez’ polyrhythmische Ausbrüche seien raffiniert und zurückhaltend und würden dem kollektiven Sound eine faszinierend düstere dritte Dimension verleihen. Als das Trio die Mitte des ersten Teils erreicht, werde die Mystik ihres Ensembleklangs deutlich. Ähnlich wie das von López beigesteuerte Cover sei dieses Album ein lebendiges und faszinierendes Werk in Grautönen. Dies sei ein Trio meisterhafter Improvisatoren der Superlative.
Die Platte folge Perelmans üblicher Vorgehensweise: seine Freunde ins Studio versammeln und alles aufnehmen, was passiert, schrieb Michael Toland (Big Takeover). Interessanterweise würde das Album einige der zugänglichsten Musikstücke Perelmans der letzten Zeit enthalten; aber man solle sich nicht täuschen lassen: Das sei immer noch Free Jazz, mit den üblichen elastischen, sich ständig weiterentwickelnden Arrangements, spontanen Reaktionen und sublimiertem (aber nicht dezimiertem) Swing, und das sei kein leichtes Zuhören. Aber die 29 Stücke würden innerhalb der Grenzen dessen passen, was man von freiem Jazz erwarten würde, und damit problemlos zu Klassikern wie John Coltranes Interstellar Space oder allem auf dem TAO Forms-Label. Das sei keine schlechte Sache – die Arbeit in einer lockeren Struktur ermögliche es den Musikern, sich fokussierter auszudrücken und sich mit transzendenter Spontaneität gegenseitig abzustimmen. All das mache Interaction zu einer der mühelosesten und unterhaltsamsten Free-Jazz-Platten der letzten Zeit.